# Sant Miquel de Maifré
Sant Miquel de Maifré és una església d'Osor (Selva) inclosa a l'Inventari del Patrimoni Arquitectònic de Catalunya.

## Descripció
L'antiga església parroquial de Sant Miquel de Maifré es troba sota mateix de la presa del pantà de Susqueda, a l'extrem de tramuntana del terme municipal d'Osor. La capella es troba dins un curiós apèndix d'Osor que travessa el Ter, més avall de la presa de Susqueda, i s'enfila al vessant esquerre o de migdia de la vall del Ter.
Es tracta d'una petita església de planta romboïdal d'una sola nau, capçada a llevant per un absis semicircular. A l'absis, llis tant a l'interior com a l'exterior, hi ha una finestra de doble esqueixada centrada.
La façana de ponent està coronada per un campanar d'espadanya amb dos ulls sense campanes, amb arcs de tipus de ferradura. El portal d'accés, ubicat a la façana de ponent, és rectangular i està equipat amb llinda monolítica i muntants de pedra ben treballats i escairats. Ambdós elements són de pedra sorrenca.
En la llinda es pot llegir una inscripció molt interessant que diu així: ""1 6 + 1 6, S A N T M I C V E L P R E V A V P E R N O S". A sobre de la inscripció hi ha una petita cartel·la de ciment amb tres números al seu interior "9 46" que fa al·lusió a la restauració que va experimentar l'església en el 1946.
En temps relativament moderns s'ha practicat una sèrie d'obres de caràcter important en l'església: per una banda, s'ha tret la capa externa d'arrebossat de 2/3 parts de l'edifici - el que correspon al cos de l'església-, deixant a la vista tota la composició interna a base de la combinació de blocs de pedra lleugerament desbastats amb pedres fragmentades sense treballar i còdols de riu, tot lligat amb morter del calç. Per la seva banda, el campanar resta encara amb el tractament original, és a dir arrebossat i pintat de blanc. Mentre que per l'altra paral·lelament també s'ha descobert i obert una nova porta en la façana lateral orientada al Sud. Contemplant fotografies més antigues com ara la de la fitxa del Consell Comarcal núm. 863 realitzada per Joan Llinàs i Jordi Merino quan l'ermita era arrebossada, s'observa que la porta que podem contemplar avui en dia en l'església es trobava totalment i encoberta. Es tracta d'un portal d'arc de mig punt compost amb unes dovelles bastant matusseres i irregulars. D'acord amb Salvador Pàniker, l'ermita es correspon al Segle X i l'apertura Sud original. I ha dit més: La porta ponent no es correspon a l'època i representa una obstrucció al joc de cordes pel campanar.
Pel que fa als acabats i espais interiors, la volta de l'absis és de quart d'esfera i la de la nau apuntada. L'interior és molt auster i senzill i està totalment arrebossat i emblanquinat.
L'església es troba dins del complex assistencial de la Fundació "Font Picant". Un Centre que pertany a la Xarxa d'Atenció Soci-Sanitària de la Generalitat de Catalunya, format per una casa mol a prop de la seva entrada -habitatge del president del patronat de la fundació- a més de dos grans edificis, els quals durant la construcció de la Presa de Susqueda van servir com a habitatge per als enginyers i professionals. En l'actualitat aquests dos grans edificis de planta rectangular i mes de 70 metres de longitud, lo mateix que tot l'entorn ; són objecte d'unes importants obres de restauració i remodelació des de 1996 i s'integren en una CT per Rehabilitació de Persones amb Patiment per Dependència a Substàncies.

## Història
El 1068 ja existia amb el nom de Sant Daniel de Sorerols. El 1144, amb el nom de Sant Daniel de Manfredi, ja la trobem inclosa dins el Consell de Prohoms de la Vall d'Osor, malgrat que fou sufrgània de la parròquia de Sant Vicenç de Susqueda fins al segle xvii. Al segle xiv es produí el canvi de titular, de Sant Daniel a Sant Miquel.
L'actual edifici de planta romànica fou molt transformat i en bona part refet els anys 1616, quan s'hi va fer una nova volta i un portal, i el 1788 quan es va haver de reconstruir a causa d'una esllavissada de terra. En el 1946 la varen tornar a restaurar i el 1963 s'hi traslladà un altar de l'església de Susqueda.
Actualment s'hi celebren actes litúrgics - una vegada per any "Festa del Pa" primer diumenge de maig - per als habitants de la Vall de Susqueda, ja que és l'única església que resta d'aquella jurisdicció parroquial. En l'actualitat s'hi estan duent obres que han consistit en el despreniment de la capa d'arrebossat, d'acord amb consells de Salvador Pánicker deixant a la vista tota la composició interna a base de blocs de pedra irregulars sense desbastar i treballar. Tanmateix aquestes obres no s'han culminat, ja que resta per procedir i actuar en el campanar d'espadanya de dos ulls. Paral·lelament també s'ha trobat - obert una nova porta a la façana lateral orientada al Sud i s'han fet treballs de reconducció d'aigües pluvials procedents de un torrent de cotes superiors.